# Hugo (navn)
 For alternative betydninger, se Hugo. (Se også artikler, som begynder med Hugo)
Hugo er et drengenavn, der stammer fra oldhøjtysk som en forkortelse af flere navne, der begynder med "Hug-". Navnet betyder "vis" eller "forstandig". Den engelske form Hugh anvendes undertiden på dansk. Ifølge Danmarks Statistik bærer knapt 1.500 danskere et af disse navne.
Hugo forekommer desuden som efternavn.

## Kendte personer med navnet

### Fornavn
- Hugo (søn af Karl den Store) (802 – 844) – uægte søn af Karl den Store
- Hugo Alfvén, svensk komponist, musiker og maler.
- Hugo Øster Bendtsen, dansk skuespiller.
- Hugo Boss, tysk virksomhedsgrundlægger.
- Hugo Chávez, venezuelansk politiker og præsident.
- Hugh Grant, engelsk skuespiller.
- Hugo Grotius, hollandsk filosof.
- Hugo Herrestrup, dansk skuespiller.
- Ernst-Hugo Järegård, svensk skuespiller.
- Hugo Larsen, dansk maler.
- Hugo Pratt, italiensk tegneserietegner.
- Hugo Rasmussen, dansk bassist.
- Hugo af Saint-Victor, tysk-fransk filosof og mystiker.
- Hugh Steinmetz, dansk trompetist og komponist.
- Hugo Weaving, nigeriansk-født australsk skuespiller.
- Hugo Wolf, østrigsk-slovensk komponist.

### Efternavn
- Victor Hugo, fransk forfatter.

## Navnet anvendt i fiktion
- Jungledyret Hugo er en dansk tegnefilm fra 1993 med Hugo, et nævenyttigt dyr af ubestemmelig race, i hovedrollen. Filmen er instrueret af Stefan Fjeldmark og Flemming Quist Møller. Der kom to opfølgere, Jungledyret Hugo 2 - den store filmhelt fra 1996 og Jungledyret Hugo 3 - fræk, flabet og fri fra 2007.
- Hugo Drax er navnet på en skurk i James Bond-historien, der er indspillet som Moonraker.
- Skærmtrolden Hugo var en trold i et seerstyret computerspil i TV 2's program Eleva2ren.